# Longeville-en-Barrois
 Longeville-en-Barrois  es una población y comuna francesa, en la región de Lorena, departamento de Mosa, en el distrito de Bar-le-Duc y cantón de Bar-le-Duc-Nord.

## Demografía
| 1004 | 1066 | 1113 | 1149 | 1229 | 1263 |
| Para los censos de 1962 a 1999 la población legal corresponde a la población sin duplicidades (Fuente: INSEE [Consultar]) |      |      |      |      |      |